# Enyalioides laticeps
Enyalioides laticeps — вид ігуаноподібних ящірок родини шипохвостих ігуан (Hoplocercidae). Мешкає в Південній Америці.

## Поширення і екологія
Enyalioides laticeps мешкають в низовинах і передгір'ях в західній частині Амазонії, на території Колумбії, Еквадору, Перу і Бразилії. Вони живуть у вологих тропічних лісах, на висоті від 80 до 1600 м над рівнем моря. Вдень зустрічаються серед чагарників та на стовбурах невеликих дерев товщиною менше 15 см, а вночі сплять горизонтально на гілках або пальмовому листя, на висоті 1,5 м над землею або вище. Живляться павуками, гусінню і личинками жуків, а також кониками, цвіркунами і дощовими черв'яками. Відкладають яйця, в кладці 2-5 яєць.